# 黄甘英
黄甘英（1921年4月—2023年1月11日），女，汉族，广东梅县人，中华人民共和国政治人物。

## 生平
1936年，参加中华民族解放先锋队。1937年9月，加入中国共产党。1938年起，任河北威县妇联委员，中共威县、垂阳县委宣传部部长，中共垂阳县委民运部部长。1942年到北平从事党的秘密工作。1948年起在中共中央妇委工作。
中华人民共和国成立后，任全国妇联组织部副部长。1954年1月至1956年5月，任全国妇联研究室副主任。1956年5月至1957年10月，任全国妇联国际工作部副部长。1957年10月，起任全国妇联国际联络部部长。1961年5月至文化大革命初期任全国妇联书记处书记。文化大革命中受迫害。
1978年3月，当选为政协第五届全国委员会常务委员。1978年9月起任第四届全国妇联副主席、党组副书记、书记处书记。1983年9月起，任第五届全国妇联副主席、党组副书记。1988年4月、1993年3月，相继当选为政协第七届、八届全国委员会常务委员。曾任全国妇联国际活动委员会主任，中国人民保卫儿童全国委员会副主席，联合国妇女地位委员会中国委员。此外担任中共第十二届中央候补委员，中共十一届三中全会当选为中央纪律检查委员会委员。